# HD 60294
HD 60294，又名BD+56 1227，SAO 26423、HR 2894，是一颗恒星，视星等为5.92，位于銀經161.77，銀緯28.38，其B1900.0坐标为赤經7h 28m 38.6s，赤緯+55° 28.38′ 31″。